# Descenso de Lanús a la Primera División B en 1949
El descenso del Club Atlético Lanús a la Primera División B en 1949 fue un acontecimiento deportivo ocurrido el 16 de febrero de 1950 en el Estadio Monumental de Buenos Aires, Argentina. Este tuvo lugar en una particular definición por el descenso del Campeonato de Primera División 1949, que consistió en una serie de cuatro partidos de fútbol contra Huracán desde el 18 de diciembre de 1949. Luego de dos polémicos fallos del Tribunal de Penas de la Asociación del Fútbol Argentino (AFA), el resultado de la serie fue favorable a Huracán y Lanús a disputó la segunda categoría del fútbol argentino por primera vez en su historia.

## Antecedentes
Tanto Lanús como Huracán habían participado en la primera división argentina desde el inicio del profesionalismo, en 1931. En las primeras temporadas no había descensos, pero a partir del campeonato de 1937 se estableció un sistema por el cual descendían dos equipos por temporada. En 1941, el número se redujo a un solo equipo.
Debido a una importante huelga de jugadores que tuvo lugar en 1948, se suspendieron los descensos correspondientes a esa temporada. Para el campeonato de 1949, estaba previsto nuevamente que descendiera un equipo. Pocas semanas antes de la finalización del torneo, salió a la luz una decisión de la AFA según la cual, en caso de que Boca Juniors o Huracán ocupasen la última posición, se anularían los descensos.
Al concluir la penúltima jornada, Lanús estaba antepenúltimo en la tabla con 26 puntos al igual que Tigre, por encima de Boca (25) y Huracán (24). En la última fecha, Boca derrotó a Lanús por 5 a 1 y consiguió evitar el descenso. Tigre le empató sobre la hora a Independiente y con 27 unidades también evitó la pérdida de categoría. Huracán, por su parte, derrotó a Banfield 1-0 y quedó igualado en 26 puntos con Lanús, por lo que ambas instituciones debían disputar un desempate. El mismo se efectuaría en partidos de ida y vuelta, para determinar qué equipo tendría que jugar el próximo año en la Primera B (por entonces la segunda división del fútbol argentino).
| Pos  | Equipo       | Pts | PJ | G  | E | P  | GF | GC | DIF |
| ---- | ------------ | --- | -- | -- | - | -- | -- | -- | --- |
| 15.º | Boca Juniors | 27  | 34 | 10 | 7 | 17 | 52 | 58 | -6  |
| 16.º | Tigre        | 27  | 34 | 9  | 9 | 16 | 52 | 68 | -16 |
| 17.º | Huracán      | 26  | 34 | 9  | 8 | 17 | 47 | 57 | -10 |
| 18.º | Lanús        | 26  | 34 | 9  | 8 | 17 | 59 | 84 | -25 |

## Primera serie
El primer partido se disputó el 18 de diciembre de 1949 en cancha de San Lorenzo, y lo ganó Huracán por 1 a 0. El segundo se jugó en cancha de Independiente el 24 de diciembre, y lo ganó Lanús por 4 a 1. Como no contaba la diferencia de gol, era necesario disputar un tercer partido.
| 18 de diciembre de 1949 | Huracán  | 1:0 (1:0) | Lanús | Estadio El Gasómetro, Buenos Aires |                           |
|                         | Vigo 15' | Reporte   |       | Árbitro(s): Harry Hartles          | Árbitro(s): Harry Hartles |

| 24 de diciembre de 1949 | Lanús                                          | 4:1 (1:1) | Huracán   | Estadio La Doble Visera, Avellaneda |                                |
|                         | Martínez 24' 51' · Contreras 85' · Daponte 87' |           | Trejo 18' | Árbitro(s): Charles James Dean      | Árbitro(s): Charles James Dean |

## Tercer partido
El 8 de enero de 1950, también en escenario neutral (nuevamente en el Gasómetro), se disputó el tercer y -a priori- decisivo encuentro. Corrían 42 minutos del segundo tiempo y el resultado se encontraba 3-3, entonces el referí Bert Cross invalidó un cuarto gol de Huracán por posición adelantada. Los jugadores del Globo, luego de protestar un largo rato, se retiraron del campo de juego.
| 8 de enero de 1950 | Huracán                                   | 3:3 (2:2) | Lanús                       | Estadio El Gasómetro, Buenos Aires |                        |
|                    | Vigo 40' · Filgueiras 41' (p) · Lanza 48' |           | Pairoux 13' 33' (p) 77' (p) | Árbitro(s): Bert Cross             | Árbitro(s): Bert Cross |

## Primer fallo polémico
El reglamento de la época establecía que "abandono del juego, negativa a proseguir el partido o facilitar la libre acción del adversario, será sancionado con la pérdida de los puntos". Por lo que Huracán, al abandonar el terreno de juego, debía perder los puntos y como consecuencia irse al descenso directamente. Sin embargo, el Tribunal de Penas de la Asociación del Fútbol Argentino resolvió que el partido debía volver a jugarse, argumentando que en realidad el árbitro había dado por concluido el encuentro, en vez de consignar el abandono del campo por parte de los jugadores de Huracán. No obstante, de haberse concluido el encuentro, correspondía una prórroga tras el empate, por lo que de una u otra manera el abandono era la causa definitiva de la interrupción. Los dirigentes de Lanús protestaron frente a esta arbitrariedad, pero la decisión ya estaba tomada.

## Cuarto partido
Un mes más tarde, el 16 de febrero, se disputó el cuarto y último encuentro en el estadio de River Plate. A los 38 minutos del segundo tiempo se imponía Huracán por 3-2, cuando el árbitro del encuentro sancionó un penal en contra de Lanús. En ese momento los jugadores granates se retiraron del terreno de juego, suspendiéndose el juego en consecuencia.
| 16 de febrero de 1950 | Lanús                         | 2:3 (2:1) | Huracán                      | Estadio Monumental, Buenos Aires |                         |
|                       | Lacasia 19' · Pairoux 37' (p) |           | Trejo 34' 49' · Martínez 79' | Árbitro(s): John Muller          | Árbitro(s): John Muller |

## Segundo fallo polémico
En esta ocasión se aplicó rigurosamente la reglamentación y se le dio por perdido el encuentro a Lanús, condenándolo a jugar en el ascenso por primera vez en su historia. El Tribunal de Penas estaba integrado por Ernesto L. De Gouvea, Jacinto C. Armando, Juan F. de Larrechea, Raúl A. Lastiri, Manuel Rojo, Adolfo Serrano, Julio Caccia, Ovidio Cassinelli y José Alcocén. Según Pablo Ramírez, autor de "Historia del Profesionalismo", "fue esta una inmoralidad más en la larga serie de hechos vergonzosos que contiene la historia del fútbol argentino".